# تيترابينازين
التيترابينازين هو دواء لعلاج
أعراض اضطرابات فرط الحركة. يتم تسويقه في كندا تحت الاسم التجاري "Nitoman" و"Xenazine" في نيوزيلندا، بعض أجزاء أوروبا والولايات المتحدة كدواء يتيم. وافقت إدارة الغذاء والدواء الأمريكية في 15 أغسطس 2008 على استخدام تيترابينازين لعلاج الكوريا المصاحبة لداء هنتنغتون. على الرغم من أن أدوية أخرى قد استخدمت «خارج التسمية»، كان تيترابينازين أول علاج تمت الموافقة عليه لعلاج مرض هنتنغتون في الولايات المتحدة.
وكان المركب معروف منذ الخمسينيات في القرن الماضي.

## الاستخدامات الطبية
يستخدم التيترابينازين كعلاج للأعراض وليس لشفاء اضطرابات فرط الحركة مثل:
- داء هنتنغتون
- متلازمة توريت
- خلل الحركة المتأخر[9]
- الحركة الرقصية النصفية

## الأعراض الجانبية
الأعراض الجانبية الأكثر شيوعاً، والتي حدثت في ما لا يقل عن 10٪ من الأشخاص في الدراسات وأكثر من 5٪ زيادة في الأشخاص الذين تلقوا العلاج الوهمي، كانت كالتالي:
التهدئة أو النعاس، التعب، الأرق، الاكتئاب، والأفكار الانتحارية، تَعَذُّر الجُلُوس (=التَّمَلْمُل)، القلق والغثيان.

## التحذيرات
يوجد على علبة الدواء «تحذير الصندوق الأسود» -وهو عبارة عن بعض التحذيرات التي يجب الانتباه لها عند أخذ دواء معين ويكون نص التحذير محاط بصندوق أو يتم التحديد خوله بخط- كالآتي:
- زيادة خطر الاكتئاب والسلوكيات والأفكار الانتجارية في مرضى داء هنتغتون.
- عند استخدام التيترابينازين للتحكم في مرض الرقاص، يجب الموازنة بين خطورة حدوث الاكتئاب والقابيلة للانتحار وبين الاحتياج السريري.
- مراقبة المرضى لاحتمالية ظهور أو تفاقم الاكتئاب، القابيلة للانتحار أو حدوث تغييرات غير عادية في السلوك.
- إبلاغ المرضى، مقدمي الرعاية والأسر من خطر الاكتئاب والانتحار وإرشادهم إلى الإبلاغ عن السلوكيات المثيرة للقلق فوراً إلى الطبيب المعالج.
- توخي الحذر أثناء علاج المرضى الذين لديهم تاريخ مسبق للاكتئاب أو قاموا بمحاولات انتحار.
- يحظر استخدام التيترابينازيبين في الأشخاص الذين لديهم تاريخ مرضي نشط للانتحار وفي مرض الاكتئاب الذين لم بتم علاجهم أو تم علاجهم بشكل غير كامل.

## علم الأدوية
مازالت الآلية الدقيقة لعمل هذا الدواء غير معروفة. يُعتقد أن تأثيره ضد الرقاص يكون نتيجة النضوب العكسي لأحاديات الأمين مثل الدوبامين، السيروتونين، النورإبينفرين والهستامين من النهايات العصبية. حيث يقوم التيترابينازين بتثبيط ناقل أحاديات الأمين الحويصلي رقم 2 "vesicular monoamine transporter 2" بتأثير يمكن عكسه، مما يؤدي إلى انخفاض في امتصاص احاديات الامين في الحويصلات المشبكية، بالإضافة أيضاً إلى نضوب مخازنها.

## وصلات خارجية
- دواء تيترابينازين
- Xenazine prescribing information FDA
- NIMH Repository data sheet
- "Tetrabenazine" نسخة محفوظة 18 يوليو 2010 at Archive.is from HOPES: Huntington's Disease Outreach Project for Education at Stanford
- Detailed monograph on tetrabenazine on rxmed.com
- Information on tetrabenazine from netdoctor.co.uk نسخة محفوظة 4 يناير 2012 على موقع واي باك مشين.